# 12146 Ostriker
12146 Ostriker eller 6035 P-L är en asteroid i huvudbältet som upptäcktes den 24 september 1960 av den nederländsk-amerikanske astronomen Tom Gehrels och det nederländska astronomparet Ingrid van Houten-Groeneveld och Cornelis Johannes van Houten vid Palomarobservatoriet. Den är uppkallad efter Jeremiah P. Ostriker.
Asteroiden har en diameter på ungefär 9 kilometer och den tillhör asteroidgruppen Adeona.